# Gymnobela procera
Gymnobela procera é uma espécie de gastrópode do gênero Gymnobela, pertencente a família Raphitomidae.